# The Possession of Hannah Grace
The Possession of Hannah Grace (dt.: „Die Besessenheit von Hannah Grace“) ist ein US-amerikanischer Horrorfilm von Regisseur Diederik Van Rooijen, der am 30. November 2018 in die US-amerikanischen und am 31. Januar 2019 in die deutschen Kinos kam. Die Hauptrolle einer ehemaligen Polizistin, die als Assistentin in der Gerichtsmedizin eine besessene Leiche untersuchen soll, übernahm Shay Mitchell.

## Handlung
Gemeinsam mit zwei Pastoren nimmt Grainger am Exorzismus seiner geliebten Tochter Hannah Grace teil. Der Dämon innerhalb ihres Körpers wehrt sich jedoch gegen die Austreibung, tötet einen der Geistlichen und droht, die Überhand zu gewinnen. Um zumindest noch Hannahs Körper zu retten, entscheidet sich Grainger verzweifelt dazu, seine besessene Tochter mit einem Kissen zu ersticken.
Drei Monate später nimmt die ehemalige Polizistin Megan Reed einen neuen Job in der städtischen Gerichtsmedizin an, wo sie als Assistentin in der Nachtschicht die neuen Leichen systematisch erfassen und fotografieren soll. Hinter Megan liegt eine schwere Zeit, hat sie doch zunächst ihren Partner im Dienst verloren und ist im Anschluss wegen eigenen Schuldvorwürfen in schwere Depressionen verfallen, woraufhin sich auch ihr fester Freund und Kollege Andrew von ihr getrennt hat.
In die Pathologie wird eines Nachts vom Paramedic Randy eine neue Leiche eingeliefert. Als Megan Fotos der Verletzungen machen und die Identität der verstorbenen Frau bestimmen möchte, versagen die technischen Geräte im Labor. Stutzig machen die ehemalige Polizistin auch die leuchtend blauen Augen der Leiche, die nicht zu Ausweisdokumenten der nunmehr identifizierten Hannah Grace passen.
Während Megan weitere Arbeiten in der Gerichtsmedizin vornimmt, bemerkt sie nicht, dass sich Grainger Zutritt zum Gebäude verschafft hat. Er entwendet die Leiche seiner Tochter und möchte sie im hauseigenen Krematorium verbrennen, wird von Megan aber gestoppt und von eintreffenden Polizisten verhaftet. Megan bemerkt wenig später, dass Wunden am leblosen Körper plötzlich verheilt zu sein scheinen, und hat den Eindruck, dass sich die Leiche von Zeit zu Zeit bewegt.
Als plötzlich der Sicherheitsmann Dave spurlos verschwindet, überprüft Megan die aufgezeichnete Videoüberwachung und erkennt auf den Bildern die verschwommenen Umrisse der sich bewegenden Hannah Grace. Als sie die Aufnahmen der befreundeten Krankenschwester Lisa zeigt und ihren Verdacht äußert, vermutet diese jedoch Medikamentenmissbrauch seitens Megan als Auslöser für Wahnvorstellungen.
Die besessene Leiche von Hannah erhält so weitere Zeit, um Lisa und Randy nacheinander umzubringen. Megan kommt zu dem Schluss, dass sich der leblose Körper durch das Töten immer weiter selbst heilt und daher vernichtet werden muss. Überraschende Unterstützung erhält sie dabei von Grainger, der gewaltsam aus dem Polizeigewahrsam entkommen konnte und seine Arbeit nun vollenden möchte. Beide bringen die Leiche von Hannah zum Krematorium, doch die besessene Frau ist fast vollständig regeneriert und tötet ihren Vater. Als Megan ihren Ex-Freund Andrew alarmiert, können beide den Dämon schließlich überwältigen. Während Megan Hannahs Körper endgültig verbrennt, alarmiert Andrew weitere Unterstützung bei der Polizei.

## Produktion
Im März 2016 kündigte die Produktionsfirma Screen Gems den Horrorfilm Cadaver an, bei dem der Niederländer Diederik Van Rooijen Regie führte. Das Drehbuch wurde von Brian Sieve geschrieben, während Todd Garner und Sean Robins für Broken Road Productions als Produzenten fungierten. Drei Monate später wurde Shay Mitchell für die Hauptrolle einer ehemaligen Polizistin verpflichtet, ehe sich im Herbst 2016 Stana Katić, Grey Damon, Louis Herthum, Nick Thune, Max McNamara, Jacob Ming-Trent und Kirby Johnson der Besetzung anschlossen.
Die Filmaufnahmen mit Kameramann Lennert Hillege erfolgten vom 8. November bis Mitte Dezember 2016 in den New England Studios nahe Boston. Einzig die Eröffnungsszene eines fehlgeschlagenen Exorzismus wurde mit den Schauspielern nachträglich in Amsterdam gedreht. Hauptdarstellerin Shay Mitchell nahm in Vorbereitung auf ihre Rolle an Treffen der Anonymen Alkoholiker teil, besuchte reale Leichenhäuser und begleitete die Bostoner Polizei bei ihrer täglichen Arbeit.
Im Zuge der Produktion wurde der Originaltitel Cadaver zu The Possession of Hannah Grace geändert. Ein Trailer zum Film wurde am 15. Oktober 2018 veröffentlicht. Der US-amerikanische Kinostart erfolgte am 30. November 2018. In Deutschland lief der Film am 31. Januar 2019 in den Kinos an, nachdem ein Kinostart zuvor für den 30. August 2018 angekündigt worden war.

## Synchronisation
Die deutschsprachige Synchronisation entstand nach einem Dialogbuch und unter der Dialogregie von Sven Hasper bei Berliner Synchron.
| Rolle           | Darsteller          | Synchronsprecher   |
| --------------- | ------------------- | ------------------ |
| Megan Reed      | Shay Mitchell       | Magdalena Turba    |
| Andrew Kurtz    | Grey Damon          | Ricardo Richter    |
| Grainger        | Louis Herthum       | Frank Röth         |
| Lisa Roberts    | Stana Katić         | Victoria Sturm     |
| Randy           | Nick Thune          | Gerrit Schmidt-Foß |
| Ernie Gainor    | Jacob Ming-Trent    | Marco Kröger       |
| Dave            | Max McNamara        | Bastian Sierich    |
| Dr. Henry Lewis | James A. Watson Jr. | Axel Lutter        |

## Rezeption

### Altersfreigabe
In den Vereinigten Staaten erhielt The Possession of Hannah Grace von der MPAA aufgrund von grausigen Bildern und andauerndem Schrecken ein R-Rating. In Deutschland vergab die FSK eine Freigabe ab 16 Jahren. In der Freigabebegründung heißt es, der Film sei mit zahlreichen typischen Genreelementen erzählt, setze zunächst auf eine durchweg kalte, düstere Atmosphäre und baue seine Spannung dann langsam und mit zunehmend schockhaften Effekten auf. 16-Jährige seien in der Lage, diese typischen Muster des Horrorfilms zu entschlüsseln und sich ausreichend zu distanzieren.

### Kritiken
The Possession of Hannah Grace konnte nur 21 % der 57 bei Rotten Tomatoes gelisteten Kritiker überzeugen und erhielt dabei eine durchschnittliche Bewertung von 4,2 von 10 Punkten. Als zusammenfassendes Fazit zieht die Seite, der Film deute von Zeit zu Zeit an, welch guter Horror er hätte sein können, enttäusche letztendlich aber all jene Zuschauer, die nach wirklich gutem Schrecken suchen würden. Bei Metacritic erhielt The Possession of Hannah Grace basierend auf zehn Kritiken einen Metascore von 37 von 100 möglichen Punkten.
Zu einem positiven Urteil gelangt Teo Bugbee in seiner Filmkritik für die New York Times, für den die realistische Darstellung des abgeschlachteten Körpers von Hannah Grace zwar durchaus Schrecken hervorrufen könne, der wahre Horror allerdings über den Ton entstehe. So könne Regisseur Diederik Van Rooijen allein dadurch eine angespannte Stimmung erzeugen, dass er immer wieder zwischen ohrenbetäubendem Dämonismus und Phasen spannungsgeladener Stille wechsle. Dieses Klangschema sei ein erfolgreicher Angstauslöser, erschöpfe sich jedoch auch schnell. So sei es für Bugbee schade, dass Rooijen zunehmend auf plumpe Jump-Scares setzte, denn die zumeist leise erste Filmhälfte hätte etwas zutiefst befriedigendes gehabt. Nichtsdestotrotz lobt der Filmkritiker ebenso das von Paula Loos geschaffenen Szenenbild, welches die bekannte Unheimlichkeit von Krankenhäusern noch weiter verstärke und auch die Botschaft vorantreibe, dass Ärzte größere Ängste als der Teufel selbst hervorrufen könnten.
Ein durchaus wohlwollendes Fazit zieht auch die Filmkritikerin Antje Wessels, für die The Possession of Hannah Grace bis zum Ende hin ein zumindest solider Schocker sei, dem in der zweiten Hälfte allerdings merklich die Luft ausgehe. Die Geschichte an sich sei dabei kaum innovativ und auch Regisseur Diederik Van Rooijen setzte auf altbekannter Mittel des Horrorfilms, beweise dabei aber eine inszenatorische Finesse. So kreiere der Filmemacher in den ersten 45 Minuten allein durch das Spiel mit Licht und Schatten sowie Schärfe und Unschärfe einen hochatmosphärischen, unheimlichen Thriller, der durch seinen minimalistischen Aufbau besteche. Die wandelnde Leiche sei dank der Darbietung von Kirby Johnson ein unkonventioneller Eyecatcher mit Gruselpotential, auch wenn vereinzelte Jump-Scares so vorhersehbar seien, dass sie schon wieder lustig wären. Hauptdarstellerin Shay Mitchell liefere eine solide Schauspielleistung ab und verhalte sich für Horrorverhältnisse vergleichsweise schlau, obwohl ihre dramaturgische Hintergrundgeschichte kaum überzeugen könne und willkürlich sowie nur wenig glaubhaft wirke. Im letzten Drittel werde der Film schließlich das Opfer gängiger Genrekonventionen, die nicht mehr zur Subtilität des Beginns passen würden. Ebenso bezeichnet Wessels die visuellen Effekte des Films als schlecht.
Zu einem negativen Gesamturteil gelangt Frank Scheck vom Hollywood Reporter. Zwar lobt der Filmkritiker die wirkungsvoll zur Geltung gebrachte Szenerie des Leichenschauhauses bei Nacht, das hervorragende Sounddesign und die durchaus vielversprechenden Bemühungen der Darsteller, doch all das reiche nicht aus, um The Possession of Hannah Grace in irgendeiner Form erinnerungswürdig zu machen. Der Film setzte auf das Altbekannte und sei voller Klischees, die an die größten Genreerfolge der Vergangenheit erinnern würde, könne dem weitestgehend auserwählten Erxorzistenfilm allerdings nichts Neues hinzufügen.
Für Owen Gleiberman von Variety enttäusche The Possession of Hannah Grace vor allem all jene, die aufgrund des Titels einen Film über einen Exorzismus erwartet hätten, da die titelgebende Besessenheit nur schlampig präsentiert, aber zumindest gruselig inszeniert werde. Der Film habe einen leicht ekligen Voyeurismus zu bieten und besteche durch eine extrem realistische Leiche, habe allerdings kaum Geheimnisse und eine Hauptfigur ohne Persönlichkeit. So kommt Gleiberman zu dem Schluss, dass sobald der Zuschauer The Possession of Hannah Grace einmal verstanden habe, er merke würde, dass der Film kaum Substanz hätte.

### Einspielergebnis
Am Startwochenende konnte The Possession of Hannah Grace in den Vereinigten Staaten mit einem Einspielergebnis von rund 6,5 Millionen US-Dollar bereits in den ersten Tagen nach Kinostart sein auf rund sechs Millionen US-Dollar geschätztes Produktionsbudget wieder einspielen. Die weltweiten Einnahmen aus Kinovorführungen belaufen sich auf 43,02 Millionen US-Dollar, von denen der Film allein 14,84 Millionen im nordamerikanischen Raum erwirtschaften konnte. In Deutschland verzeichnete The Possession of Hannah Grace insgesamt 157.129 Kinobesucher.